# Кардемір Карабюкспор
«Карабюкспор» (тур. Kardemir Demir Çelik Karabükspor) — турецький футбольний клуб з міста Карабюк. Виступає в вищому дивізіоні — Турецькій Суперлізі. Матчі проводить на стадіоні «Нехметтін Сейхоглу».

## Історія
Заснований 1969 року після об'єднання двох місцевих клубів «Карабюк Генчлікспор» і «Демір Челік Спор». Клубними кольорами є синій і чероний.
У 1993 рокі клуб виходить до вищого дивізіону чемпіонату Туреччини, в якому провів уже 5 сезонів (1993—1994, 1997—1999, 2010–).
Спонсором команди є металургійний комбінат «Кардемір».

## Досягнення
- Чемпіонат Туреччини: 7-е місце (2013/14)

## Відомі гравці
- Андрій Блізніченко
- Олександр Рибка
- Євген Селезньов
- Хакан Унсал
- Флорін Чернат
- Френсіс Нарх